# Paco Montañés
Francisco Montañés Claverías (Castellón, Comunidad Valenciana, España, 8 de octubre de 1986), más conocido como Paco Montañés, es un exfutbolista español que jugaba como centrocampista.

## Trayectoria
Se formó en las categorías inferiores del Club Deportivo Castellón y Fútbol Club Barcelona, llegando a debutar con el primer equipo.
En 2010 llegó a la A. D. Alcorcón, procedente del Ontinyent C. F., equipo con el que jugó la eliminatoria de ascenso a Segunda División contra su nuevo club la anterior temporada.
Tras entrar en el play-off de ascenso a Primera División en la temporada 2011-12 y quedarse a las puertas de la promoción, fichó por el Real Zaragoza para las próximas cuatro temporadas.
En julio de 2014, y derivado de la mala situación económica sufrida por el Real Zaragoza, fue traspasado al Real Club Deportivo Espanyol firmando un contrato por cuatro temporadas con el club blanquiazul. En la temporada 2016-17 jugó cedido en el Levante Unión Deportiva. Llegó en agosto de 2017 al Club Deportivo Tenerife y en 2019 se retiró tras su marcha del club.

## Selección nacional
Fue medalla de oro en los Juegos Mediterráneos de 2005 celebrados en Almería.

## Clubes
| Club                   | País   | Año       |
| ---------------------- | ------ | --------- |
| F. C. Barcelona "C"    | España | 2004-2005 |
| F. C. Barcelona "B"    | España | 2005-2006 |
| Villarreal C. F. "B"   | España | 2007-2009 |
| Ontinyent C. F.        | España | 2009-2010 |
| A. D. Alcorcón         | España | 2010-2012 |
| Real Zaragoza          | España | 2012-2014 |
| R. C. D. Espanyol      | España | 2014-2017 |
| Levante U. D. (cedido) | España | 2016-2017 |
| C. D. Tenerife         | España | 2017-2019 |